# 一橋大學
一橋大學（日语：／ Hitotsubashi Daigaku */?）是位于日本東京都的一所国立大学，主校區位於国立市並在小平市与千代田区設有校區。其前身為1875年由森有禮及福澤諭吉創立的商法講習所，為日本首間商学院，1920年改為舊制東京商科大學，1949年改為新制大學並易名「一橋」，1962年在日本法律上改名为一桥大学。
一橋作為專攻人文社會科學的小型大學，畢業生多任職於企業、金融商管界及政治司法行政領域。一橋是歷史最悠久的旧三商大，在日本具有较大的影响力，至今一直被視為日本菁英商管人才的搖籃。培养了多位日本政府高级官僚，其中包括前内阁总理大臣大平正芳。

## 历史

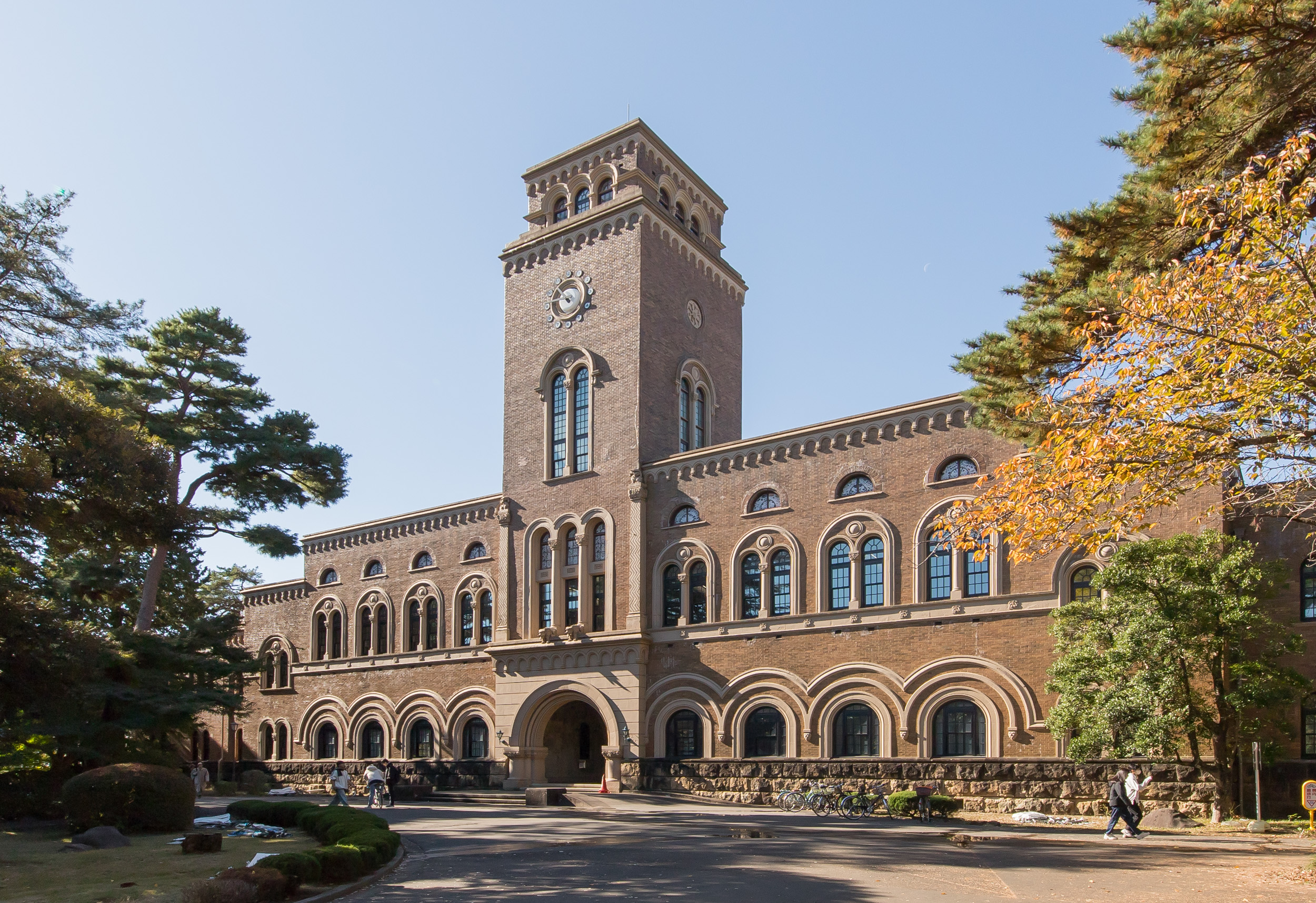
一橋大學附屬图书馆

一橋大學前身為1875年於東京銀座創立的商法講習所，創始人為明治六大教育家之森有禮及福澤諭吉二人。森有禮曾在幕末時代於倫敦大學學院學習，並在之後成為日本早期的駐美大使而於華盛頓特區居住過，發現於英美兩國，企業家皆不遜於政治家及官僚而活躍著，同時作為國家獨立的要件乃是經濟的富強，因此深感培育日本國內經濟及商務人才乃刻不容緩，因此成為創立商法講習所的開端。
1920年改制為東京商科大學，作為日本第一所國立單科大學而專門於商學領域中耕耘。1949年改為新制大學並易名「一橋」，1962年在日本法律上改名为一桥大学。2004年改为国立大学法人。2019年獲選為日本政府认证的頂尖大學指定國立大學法人。2021年成為首個获得美国國際商管學院促進協會资格认证的日本公立大學。
目前的大學名稱“一桥大学”是由學生投票所決定，校長人選是由學生投票進行最後確認，所以有著「重視學生自由的校風」，現在校長與副校長人選也是以學生的參考投票為基準。
一橋大學由於相當重視少人數教育的優勢，因此大學的人數規模一直偏小。每學年學部的總入學人數總計大約1000人，稱得上是小型大學，同時對應起來，自1875年大學設立以來，總計畢業生也大約是七萬人的程度而已。目前大學部有4000多人，一個年級（包含所有科系）大約只有950人左右。跟現在的人數先比，至1980年代以前的學生人數更加稀少，如二戰前，加上大學預科及附屬專門學校及教員養成所等附屬教學機構，整個學園全體已只不過是2400人的程度而已。戰後，相較於其他國立大學文科學部的入學人數由於團塊世代而大幅增長的入學人數，雖也增長了入學人數，但也僅是一學年總計1000人的程度。
自創校以來，就一直有著育成產業界領導者的建學理念。為了培養產業界的領導者，畢業生抱持著「要與以培育官僚為目的的舊帝國大學不同」的信念，事實上使用19世紀英國學者湯瑪斯·卡萊爾的著作《Past and present》中的一句话作為一橋大學的校訓，即“业界领袖”「Captains of Industry」。

## 学术

### 研討會(ゼミナール)
一橋大學的少人數教育制度之中，以完善的研討會制度最為有名。研討會制度即使在嬰兒潮時代，仍繼續維持一名教員指導十人左右的學生的規模，至今也是如此。一橋大學相當重視少人數研討會於教育上的優點，並依此循序漸進規劃自基礎到專門知識的菁英教育課程，並在學術指導以外，同時發揮全人格的指導。學生在大三、大四期間，將課程重心全部放在研討會中，接受同一教授的指導，並與同會的同學參與課外的休閒、合宿等等，大多也在畢業後仍持續維持密切的聯繫。

### 跨學部
戰前作為東京商科大學而且是單科大學，因此各學部之間就沒有什麼隔閡。一般授課方面，原則上都能修習其他學部的課程，同時還有提供其他學部的專修學程或是副專修學程，另外還有門檻較低的轉學部制度。研討會方面也是，能夠採用副研討會制度（副ゼミナール）來參與其他學部的研討會。

### 国际化
一橋大學自戰前便聘請許多外籍教師至今，現在每年超過500名留學生就讀。而文部科學省也將一橋大學列為「大學國際戰略本部強化事業校」，同時也是歐盟指定的歐盟高度教育研究機構的指定學校(EU Studies Institute in Tokyo)。
除此之外還有英語或德語授課的一環，前往美國史丹佛大學的短期語言研修計畫、加州大學戴維斯分校的附屬外語學校等，利用暑假前往研修，皆有校方基金補助。另外還有中國北京大學、澳洲蒙納許大學、韓國西江大學、西班牙企業的研修計畫。

### 獎學金、學費減免
學業優秀學生獎學金制度以學部在學生及畢業生，不限定家庭經濟狀況，凡是成績優秀者，一年能夠得到96萬元日圓的獎學金。除此之外由於經濟狀況而無法負擔學費的學生，也具有相當的全額或是部分減免的學費減免制度。

### 理科修習
一橋大學作為文科大學，藉由「三大學聯合」的協定，除了能在東京科學大學、東京外國語大學等修習醫學、理工科學、外文的課程並取得學分，還可能同入學籍、或是取得雙學位，同時還有校際跨領域學程。另外藉由「多摩地區大學協定」，還能修習東京農工大學及東京學藝大學的農學及教育學學分，也與御茶水女子大學有學分互換制度。

## 組織
|                                         | | |
| - 商學部 - 經濟學部 - 法學部 - 社會學部 | - 經營管理研究科 - 經濟學研究科 - 法學研究科 - 社會學研究科 - 言語社會研究科 - 國際·公共政策大學院 | - 大學图书馆 - 經濟研究所 - 社會科學統計情報研究中心 - 大學教育研究開發中心 - 總合情報處理中心 - 留學生中心 - 改革創新研究中心 - 社會科學古典資料中心 - 保健中心 - 學生支援中心 |

## 国际合作

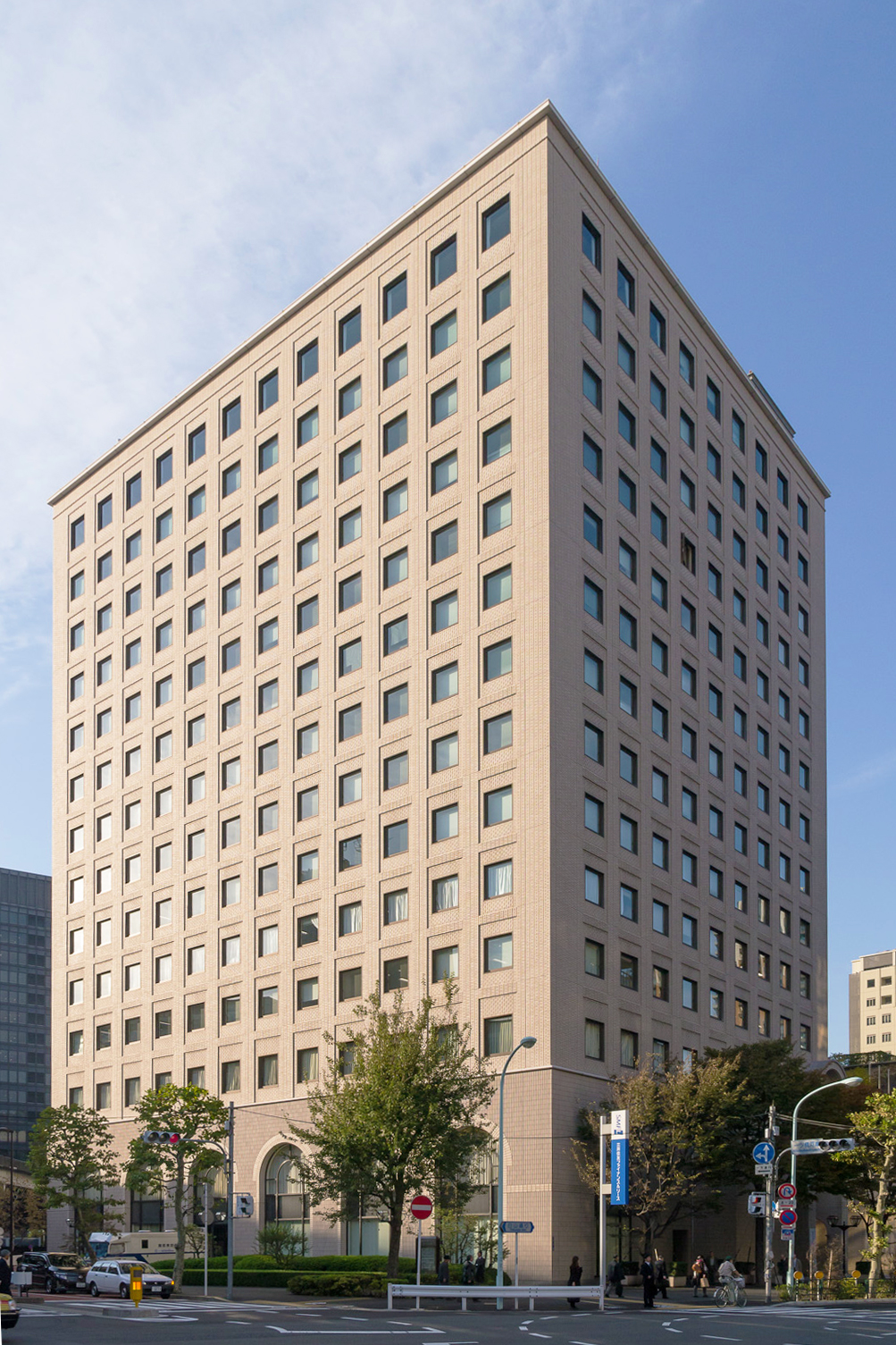
位於千代田區一橋的一橋大學校友會「如水會」會館

留學制度方面，一橋大學則與世界眾多大學簽訂協定，擁有「一橋大學海外派遣留學制度」及「國際領導者育成海外留學制度」等交換留學推薦及支援制度。「國際領導者育成海外留學制度」(グローバルリーダー育成海外留学制度)乃是藉由校內的選考，派遣前往英國劍橋大學、牛津大學、倫敦政經學院以及美國哈佛大學，進行交換留學並提供豐厚的獎學金生活補助。「一橋大學海外派遣留學制度」則是由一橋大學校友會「如水會」及諸多畢業生創立的企業等等，全額補助學費、旅費、生活費等，每年提供超過40名學生前往留學。
- 联合国：联合国大学
- 歐洲聯盟：歐洲大學學院
- 中华人民共和国：中国社会科学院、吉林大學、清华大学人文社会科学学院、北京大學、中国人民大学、中國政法大學、北京師範大學、浙江大學、武汉大学、南开大学、南京大學、对外经济贸易大学、上海财经大学、上海大學文學院、華東師範大學中國語言文學系、復旦大學語言文學系、东北财经大学、四川大学、重慶大學人文社會科學高等研究院
- 香港：香港大學、香港中文大學
- 中華民國（臺灣）：国立台湾大学、國立政治大學及其商學院[28]、法學院、臺灣史研究所、國立臺北大學、東吳大學外國語文學院[29]
- 大韓民國：首爾大學、延世大學、高麗大學、西江大學、成均館大學、釜山大學
- 泰國：朱拉隆功大學商學・會計學院、曼谷法政大學、國立行政開發研究院(NIDA)
- 马来西亚：馬來亞大學
- 新加坡：新加坡國立大學李光耀公共政策学院、新加坡管理大學
- 英国：牛津大学聖安東尼學院、劍橋大學、倫敦政治經濟學院、伦敦大学学院、倫敦大學亞非學院、伯明翰大学、雪菲爾大學、英國約克大學、艾塞克斯大學、華威大學華威商學院、兰卡斯特大学、布里斯托尔大学、曼徹斯特大學、格拉斯哥大學、紐卡索大學
- 義大利：博科尼大学、特倫托大學
- 奥地利：维也纳大学、維也納經濟大學
- 比利时：根特大學、天主教魯汶大學、布魯塞爾自由大學、安特衛普大學
- 荷蘭：鹿特丹伊拉斯姆斯大學經濟學院、格羅寧根大學、馬斯垂克大學人文社會科學院
- 德国：柏林洪堡大學、曼海姆大学、奧斯納貝克大學、奥格斯堡大学、科隆大学、海德堡大学、慕尼黑大學、法蘭克福大學法學院、德國經濟學中央圖書館
- 法國：巴黎高等商業研究學院、巴黎政治学院、社會科學高等學院、巴黎第一大学、巴黎第九大學、普瓦捷大學、土魯斯第一大學、高等經濟商業學院
- 俄羅斯：莫斯科國立大學、國立高等經濟學院、俄羅斯科學院中央數理經濟研究所
- 加拿大：麦吉尔大学、不列颠哥伦比亚大学、約克大學
- 美国：宾夕法尼亚大学、芝加哥大学、加利福尼亞大學、麻省理工学院阿爾佛雷德·P·斯隆管理學院、柏克萊加州大學商學院、弗吉尼亚大学經營學院、洛杉磯加利福尼亞大學安德森管理学院
- ：澳洲國立大學、蒙納許大學、墨尔本大学、新南威爾斯大學、昆士蘭大學
- 新西兰：奧克蘭大學
- 乌干达：马凯雷雷大学
- 坦桑尼亚：达累斯萨拉姆大学

## 声誉

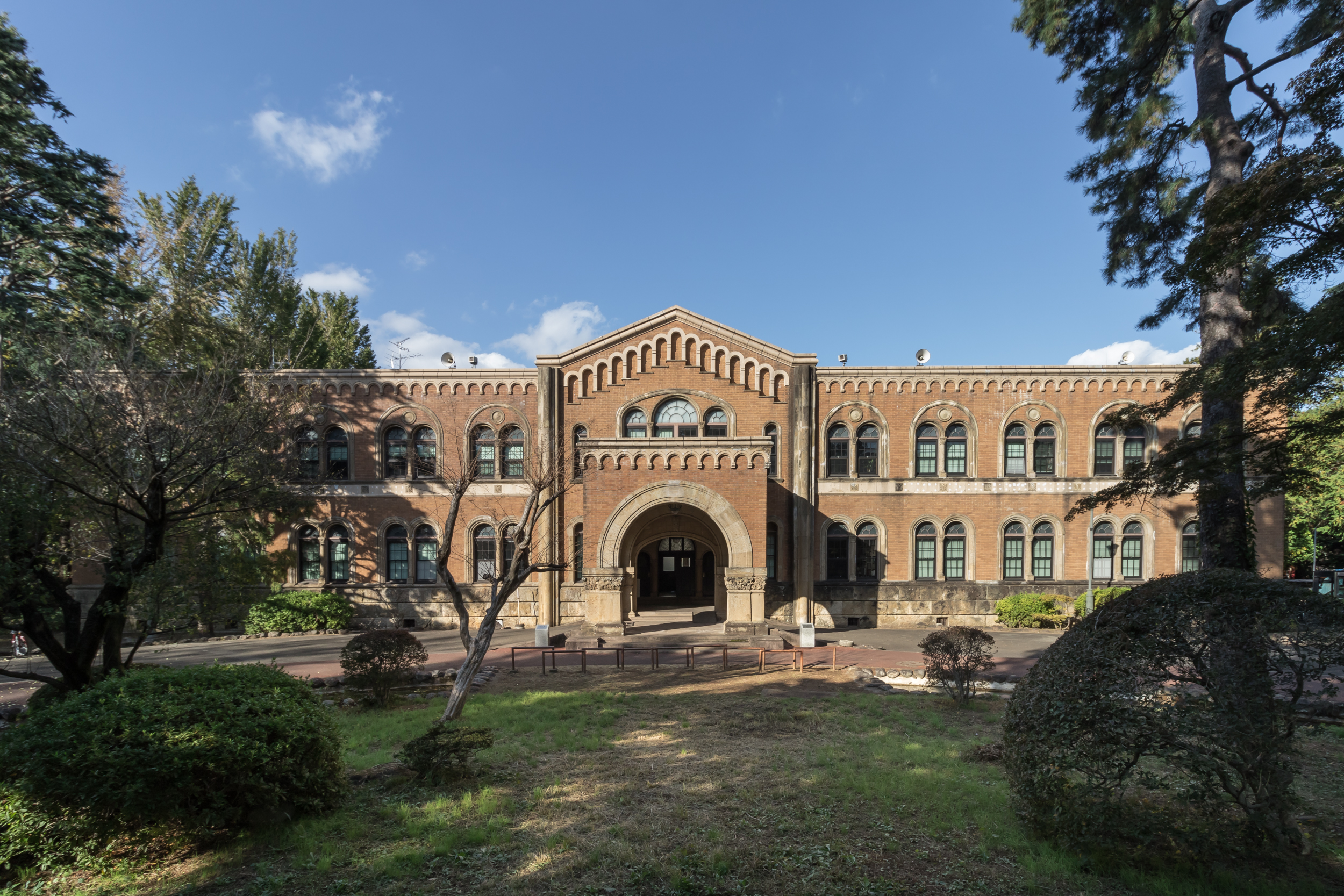
一橋大學東本館

2023年一桥大学在约700所日本大学中，70后和80后毕业生的年薪平均值和增长率都排名第一。一橋大學名列日本頂尖大學集團「舊帝一工神」、「東京一工」之一，入學難度於日本排名前二以內，與东京大学部分专业和京都大學相近。
一橋大學為日本頂尖商業人才的搖籃，於就業方面具有壓倒性的優勢。同時一橋大學以少人數的精英教育聞名，不以人數計而以比率計算的話則在就業率、國家考試通過率等於日本名列前茅，例如日本司法考試，一橋大學曾多年皆排名日本第一。就職方面則多年蟬聯週刊鑽石社的「就職有力大學排行榜」的冠軍，並以相對稀少的畢業人數卻於全世界CEO出身大學排行榜位居全球43名。根據「大學圖鑑2007」（小畠和幸等著，鑽石社出版），『在商社、金融業有著壓倒性的強勢。慶應義塾大學的學生也嘆說：如果是他們（一橋）的話我們就絕對贏不了了』。

## 著名教授
- 都留重人：经济学家、前校長
- 川井健：法学家、前該校校長
- 家永三郎：历史学家、前該校講師
- 野中郁次郎：經營策略學者、前該校教授
- 松坂和夫：数学家、前該校教授
- 藤原彰：历史学家、前該校教授、社会学部長
- 黑田東彥：日本銀行總裁，前亞洲開發銀行總裁、該校教授
- 庵功雄：语言学家、该校教授

## 知名校友

### 商業界
- 向井忠晴：前三井财阀理事長、三井物産會長、大藏大臣
- 江口定条：前三菱合資（三菱財閥）總理事
- 速水优：前日本银行總裁、前經濟同友會會長
- 豊田利三郎：前丰田汽车公司社長
- 奥田碩：前丰田汽车公司社長、會長、前日本經濟團體聯合會會長
- 川又克二: 前日產汽車社長
- 佐藤勇二: 前三菱汽车社長
- 和田淑弘: 前马自达社長、會長
- 田島敏弘: 前富士重工業社長
- 大橋英吉: 前五十鈴社長
- 田部文一郎: 前三菱商事社長、會長
- 田中完三: 前三菱商事社長
- 石田礼助: 前三井物産社長、日本國有鐵道總裁
- 宮崎清: 前三井物産社長
- 村瀬新一郎: 前三井物産社長、會長
- 新関八洲太郎: 前三井物産社長、會長
- 石井正巳: 前三井物産會長
- 八尋俊邦: 前三井物産社長、會長
- 水上達三: 前三井物産社長、會長
- 秋山富一: 前住友商事社長、會長
- 戸崎誠喜: 前伊藤忠商事社長、會長
- 米倉功: 前伊藤忠商事社長、會長
- 檜山広: 前丸紅社長、會長
- 森長英: 前丸紅會長
- 鳥海巌: 前丸紅社長、會長
- 中山素平: 前日本興業銀行(现为瑞穗銀行)社長、會長
- 伊藤謙二: 前日本興業銀行(现为瑞穗銀行)社長
- 酒井杏之助: 前第一銀行(现为瑞穗銀行)社長
- 近藤克彦: 前第一勸業銀行(现为瑞穗銀行)社長
- 武井大助: 前安田銀行(现为瑞穗銀行)社長
- 岡橋林: 前住友銀行(现为三井住友银行)社長
- 大平賢作: 前住友銀行(现为三井住友银行)社長、會長
- 児玉謙次: 前横滨正金银行(现为三菱东京UFJ银行)社長
- 横山宗一: 前東京銀行(现为三菱东京UFJ银行)社長
- 渡辺滉: 前三和銀行(现为三菱东京UFJ银行)社長、會長
- 川勝堅二: 前三和銀行(现为三菱东京UFJ银行)社長、會長
- 金子嘉徳: 前東海銀行(现为三菱东京UFJ银行)社長
- 片岡音吾: 前野村證券社長
- 芦田泰三: 前住友生命保險社長、會長
- 吉野泰生: 前住友生命保險社長、會長
- 鈴木和夫: 前凸版印刷 (公司)社長
- 谷口義夫: 前住友化學社長、會長
- 平生釟三郎: 前新日本製鐵會長、川崎造船所(现川崎重工業)社長、文部大臣
- 齋藤裕: 前新日本製鐵社長、會長
- 鹿島房次郎: 前川崎造船所(现为川崎重工業)社長、川崎汽船社長、前神户市市長
- 三谷一二: 前三菱鉱業社長、會長、前福山市市長
- 古村誠一: 前三菱金属社長
- 相京光雄: 前三菱金属社長
- 尾本信平: 前三井金屬礦業社長、會長
- 菅礼之助: 前東京電力會長
- 青木均一: 前東京電力社長、前国家公安委員長
- 上田碩三: 前电通社長
- 瀬木博政: 前博報堂社長、會長
- 各務鎌吉: 前日本郵船社長、會長、三菱信託會長
- 谷田敏夫: 前三菱海運(现为日本郵船)社長
- 大谷登: 前日本郵船社長
- 村田省蔵: 前大阪商船(现为商船三井)社長、逓信大臣、鐵道大臣
- 一井保造: 前三井船舶(现为商船三井)社長
- 永井典彦: 前大阪商船三井船舶(现为商船三井)社長、會長
- 福田久雄: 前大阪商船三井船舶(现为商船三井)社長、會長
- 篠田義雄: 前大阪商船三井船舶(现为商船三井)社長
- 友国八郎: 前商船三井會長
- 正田貞一郎: 前東武鐵道會長
- 岩下清周: 前面有馬電気軌道(现阪急電鐵)社長、大阪電気軌道(现为近畿日本鐵道)社長
- 清水仁: 前東急電鐵社長、會長
- 田中百畝: 前京濱急行電鐵社長
- 石渡恒夫: 京濱急行電鐵社長
- 広田宗: 前小田急電鐵社長、會長
- 北中誠: 前小田急電鐵社長
- 中島久万吉: 前帝都高速度交通營團總裁
- 仁科和雄: 前高島屋會長
- 露木清: 前伊勢丹會長
- 渡辺紀征: 前西友社長、會長
- 沖正一郎: 前FamilyMart社長
- 君島達己: 前任天堂社长
- 長門正貢: 现日本郵政社长、前郵貯銀行社長

### 政治、政府界
- 大平正芳：前日本內閣總理大臣
- 渡邊美智雄：前任日本副总理
- 石井光次郎：前任日本副总理、日本衆議院議長
- 緒方竹虎：前任日本副总理、国務大臣
- 吳三連：1951年成為首位民選中華民國首都市長、《自立晚報》創辦人
- 白斗鎮（백두진）：前大韩民国国务总理
- 具鎔書（구용서）：前韓國通商产业大臣、前韩国银行總裁
- 石原慎太郎：芥川龙之介奖作家、政治家、前東京都知事、前運輸大臣
- 佐藤尚武：前日本参議院議長、外務大臣
- 大屋晋三：前大藏大臣、運輸大臣、商工大臣、帝人社長
- 小坂善太郎：前任外务大臣、勞動大臣
- 久原房之助：前遞信大臣
- 内田信也：前鉄道大臣、農商務大臣、農林大臣、前宮城县知事
- 田村文吉：前郵政大臣、電氣通信大臣、長岡市市長
- 小平久雄：前労働大臣
- 塚田十一郎：前郵政大臣、前新潟县知事
- 田中康夫：文藝賞作家、政治家、前长野县知事
- 高橋春美：前任北海道知事
- 河村隆之：现任名古屋市市長
- 馮正虎：中國大陸維權人士

### 學術界
- 高瀬荘太郎：前校長、文部大臣、郵政大臣、通商产业大臣
- 中山伊知郎：经济学家、前校長
- 小岛清：经济学家、前該校教授
- 杉山武彦：交通学者、前校長
- 竹中平藏：经济学家、前總務大臣、現任慶應大學教授
- 水田洋：日本社会思想史学家
- 劉徳強：京都大学教授
- 王雲海：法学家、一桥大学教授
- 吉田裕：历史学家、一桥大学教授
- 伊藤秀史：经济学家、一桥大学教授、前京都大学、大阪大学助教授
- 鈴木典比古：國際基督教大學現任校長
- 林華生：经济学家、現任早稻田大學教授
- 杨斌：南开大学商学院教授
- 李维安：天津财经大学校长，南开大学现代管理研究所教授
- 林裕順：中央警察大學刑事警察學系教授
- 李茂生：國立台灣大學法律學院刑事法學教授
- 黃銘傑：國立台灣大學法律學院科際整合法律研究所教授
- 陳雲中：國立台灣大學管理學院名譽教授、天主教輔仁大學貿金系、統資系兼任教授
- 劉姿汝：國立中興大學法律系副教授
- 杜怡靜：國立台北大學法律學院民事法學教授、比較法資料中心主任
- 侯岳宏：國立台北大學法律學院教授
- 顏榕：國立台北大學法律學院助理教授
- 林季陽：國立台北大學法律學院助理教授
- 賴宇松：國立東華大學法律系副教授
- 范耕維：國立東華大學法律系助理教授
- 范育材：國立台北大學公共事務學院教授
- 王文英：國立政治大學會計學系教授
- 謝如媛：國立政治大學法律系副教授

### 文藝界
- 二葉亭四迷：日本小說家
- 永井荷風：日本小說家
- 吉住涉：日本漫畫家